# Sukajadi (Sukajadi)
Sukajadi is een bestuurslaag in het regentschap Pekanbaru van de provincie Riau, Indonesië. Sukajadi telt 8008 inwoners (volkstelling 2010).